# José Francisco da Silva
José Francisco da Silva (Faro, Estoi, 5 de Abril de 1840 - Beja, 6 de Abril de 1926), 1.º Visconde de Estoi, foi um farmacêutico, proprietário e filantropo português.

## Biografia
Foi Farmacêutico estabelecido em Beja, e grande Proprietário no Distrito de Beja, onde estava estabelecido e durante muitos anos viveu. Comprou o Palácio de Estoi, que reconstruiu e decorou com obras de arte adquiridas no seu país e no estrangeiro.
Foi Governador Civil do Distrito de Beja, numa situação Progressista, em 1905-1906, e D. Carlos I de Portugal, por Decreto de 4 de Janeiro de 1906, tendo em consideração o serviço prestado à sua terra com o restauro do Palácio que nela se encontra, agraciou-o com o referido título de 1.º Visconde de Estoi.
Morreu solteiro, e deixou vários legados à sua aldeia natal, tendo-se, com um deles, construído o edifício escolar que ali existe.
Deixou um filho natural, Alfredo Augusto da Silva (Beja, Santiago Maior, bap. 7 de Janeiro de 1871 - ?), Segundo-Sargento do Regimento de Infantaria N.º 17, casado com Adelaide Joyce da Mota, de ascendência Britânica, o qual, após a morte do pai, intentou Acção de Paternidade em 1926 e foi julgado filho ilegítimo por Sentença proferida a 16 de Janeiro de 1934, pelo que veio a ser herdeiro universal e testamenteiro de seu pai.